# Bäcklunda
Bäcklunda är en by ungefär 4,5 km väster om Mullhyttan i Lekebergs kommun i Örebro län. Byn har ungefär 20 hushåll.